# Ucronía

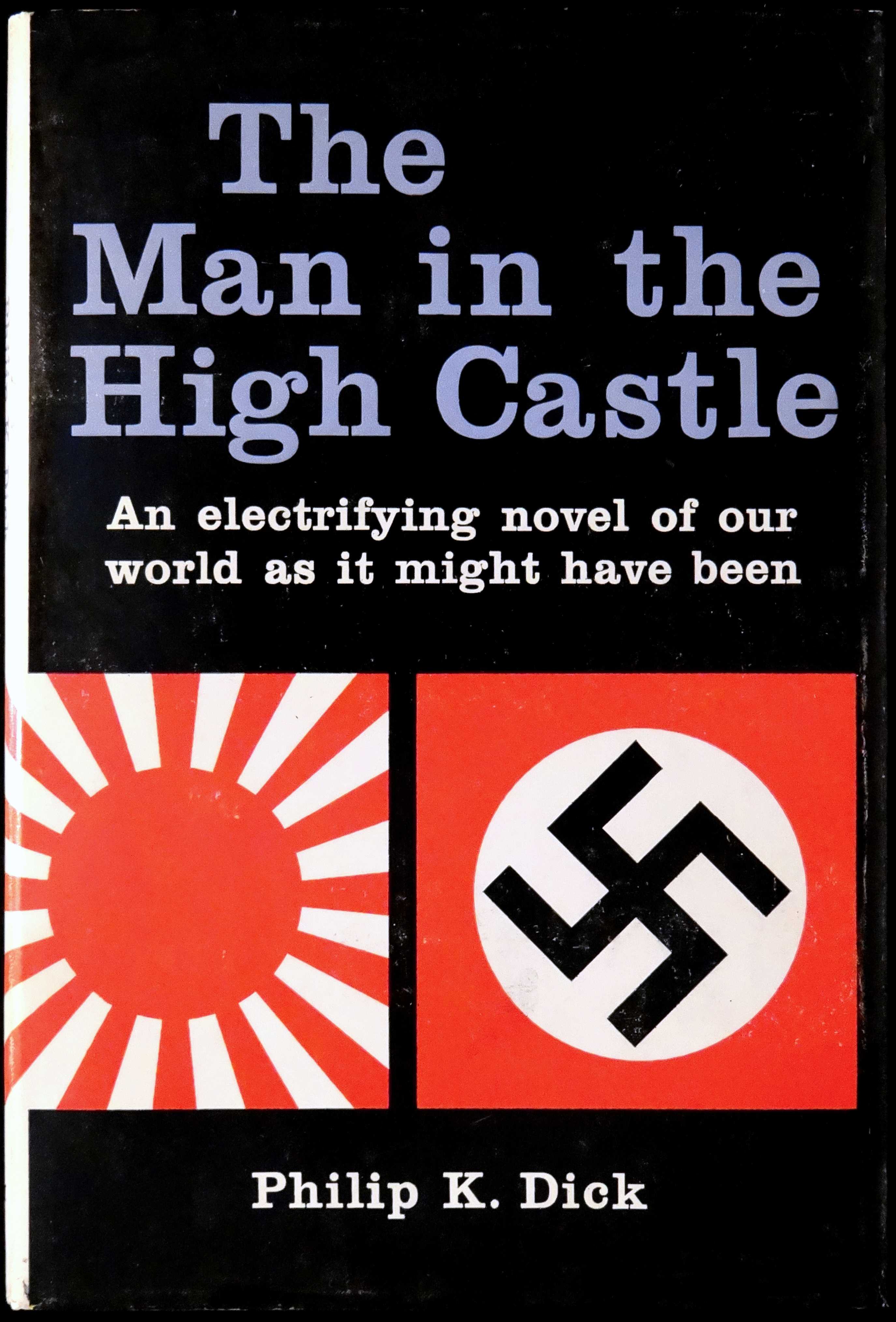
Uno de los ejemplos más conocidos de ucronía es la serie El hombre en el castillo de Philip K. Dick, que trata sobre lo que podría haber ocurrido si los países del Eje hubiesen ganado la guerra.

La ucronía (del griego, ουχρόνος "ouchrónos") o historia alternativa es un género literario que se caracteriza porque la trama transcurre en un mundo desarrollado a partir de un punto en el pasado en el que algún acontecimiento histórico sucedió de forma diferente a como ocurrió en realidad (por ejemplo, los vencidos de determinada guerra serían los vencedores, o tal o cual rey continuó reinando durante mucho tiempo porque no murió fruto de las heridas recibidas). La ucronía especula sobre realidades alternativas ficticias, en las cuales los hechos se han desarrollado de diferente forma de como los conocemos. Esa línea histórica se desarrolla a partir de un acontecimiento extensamente conocido, significativo o relevante, en el ámbito universal o regional. Ese momento o suceso común que separa a la realidad histórica conocida de la realidad ucrónica se llama punto Jonbar o punto de divergencia.
Un punto Jonbar (a veces llamado erróneamente punto Jumbar) es un acontecimiento singular y relevante que determina la historia futura. Se denominan así en honor a John Barr, personaje de un relato de Jack Williamson de los años 1930 donde se crea un mundo si escoge un guijarro y otro diferente si coge un imán y se convierte en un gran científico.

La ucronía especula sobre realidades alternativas, en las que los hechos de la vida real ocurrieron de manera diferente o simplemente no ocurrieron en absoluto. Aunque existen diversas obras a través de la historia que se podrían llegar a considerar relatos ucrónicos, este género literario no se vino a consolidar como tal hasta principios del siglo XVIII. La ucronía ha logrado encontrar gran popularidad en escenarios como la literatura, el cine, la televisión y los videojuegos.
Existe una gran cantidad de puntos Jonbar recurrentes, y algunos de ellos son:
- La no extinción de los dinosaurios (Al oeste del Edén de Harry Harrison y Los nuevos dinosaurios de Dougal Dixon).
- La inexistencia del cristianismo (Roma eterna, de Robert Silverberg).
- La no llegada de Adolf Hitler al poder (Command & Conquer: Red Alert).
- El asesinato de Adolf Hitler (Inglorious Basterds, de Quentin Tarantino y la novela Himmler's War).
- La victoria de la Armada Invencible sobre Inglaterra (Pavana, de Keith Roberts y Britania conquistada, de Harry Turtledove).
- La construcción exitosa de la máquina diferencial por Charles Babbage y la supervivencia de Lord Byron. (La máquina diferencial, de William Gibson y Bruce Sterling).
- La derrota de los aliados en la Segunda Guerra Mundial (las novelas El Hombre del Bigote victorioso de Gregory Benford, El hombre en el castillo de Philip K. Dick, Patria de Robert Harris y el videojuego Wolfenstein: The New Order).
- La supervivencia de Sharon Tate y sus amigos en 1969. (Once Upon a Time in Hollywood de Quentin Tarantino).
- La llegada de los soviéticos a la luna antes que los estadounidenses (Para Toda la humanidad, de Ronald D. Moore).
- Conflicto directo entre los Estados Unidos y la Unión Soviética (los videojuegos World in Conflict, Wargame: European Escalation, Codename: Panzers – Cold War y la novela Resuretion Day).

La ciencia ficción española también se ha sentido tentada por la especulación alrededor de estos acontecimientos singularmente importantes para el devenir histórico del país, con sus propios puntos Jonbar:
- La victoria de España sobre Estados Unidos en 1898 (Fuego sobre San Juan, de Pedro A. García Bilbao y Javier Sánchez-Reyes).
- La victoria de los republicanos en la guerra civil española (El coleccionista de sellos, de César Mallorquí y En el día de hoy, de Jesús Torbado)
- La guerra de espías entre la Dictadura española de Sanjurjo y República Catalana (Els ambaixadors de Albert Villaró).
- El triunfo de las revolución asturiana de 1934 y la incorporación de Asturias a la URSS (La Colomina 36 de Nicolás Bardio).

En el caso de Chile, con una excepción, prácticamente todas las obras existentes se sitúan en el periodo de la dictadura de Augusto Pinochet. Algunos puntos Jonbar son:
- El apoyo y defensa de Pinochet al gobierno de Salvador Allende durante el Golpe de Estado en Chile de 1973 (SYNCO, de Jorge Baradit).
- La muerte de Pinochet durante el Atentado en su contra en 1986 (Atentado Final, de Fernando Sáez).
- El desconocimiento de los resultados del Plebiscito nacional de Chile de 1988 por parte del mismo Pinochet (Frente a la Derrota, de Álvaro Delgado).
- El establecimiento de un régimen alemán en Chile luego de la victoria del III Reich en la Segunda Guerra Mundial. (República Nazi de Chile, de Carlos Basso)
- La invasión de Rapa Nui por parte del Imperio del Japón en el marco de la Segunda Guerra Mundial. (Sol sobre Rapa Nui, de Álvaro Delgado).

En Argentina Dalmiro Sáenz escribió dos novelas sobre la historia inmediata a la recuperación de la democracia en 1983, una vez finalizada la dictadura militar (conocido como Proceso de Reorganización Nacional): El día que mataron a Alfonsín (con Sergio Joselovsky) en 1985 y El día que mataron a Cafiero en 1987. La Revista Barcelona publicó también un libro que imagina, en clave de humor, diferentes utopías.

## Descripción del género
Diversos autores destacan puntos diferentes al hablar de lo que se entiende por ucronía. Sánchez Jaramillo y Molina Valencia lo definen de la siguiente manera:

[...] reconstrucciones lógicas de un evento no sucedido pero que podría haber sido, convirtiéndose en narraciones de realidades no existentes, por eso suelen ser llamadas historia virtual, alternativa o contrafáctica, y buscan responder la pregunta ¿qué hubiera pasado si…?
Sánchez Jaramillo, C. A.

Para Suvin, se entiende como una forma de ciencia ficción en la que un lugar alternativo (en el tiempo, espacio, etc.) que comparte el material y la verosimilitud causal del mundo del escritor es usado para articular diferentes posibles soluciones a problemas sociales; estos problemas deben tener la suficiente importancia para requerir una alteración en la historia general del mundo narrado.
Winthrop-Young describe la ucronía como un compendio literario inestable de entretenimiento y conjeturas- uno de los géneros más improbables. Pocos otros tipos de narrativa demandan tanta suspensión de incredulidad; no es sorpresa, entonces, que ni el género ni las ganas de leerlo hayan evolucionado ex nihilo. Tal vez más que cualquier otro género, la ucronía requiere un proceso sinérgico de prueba y error que involucra a los lectores, escritores e intermediarios para negociar, establecer y subsecuentemente renegociar los límites de la aceptabilidad. Explica, además, que se utilizan múltiples términos para referirse al género: ucronía, alohistoria, parahistoria, alotopía, historia alterna, historia alternativa, mundo contrafactual, historia "que-tal-sí", entre otros. En inglés, en lugar de usar el término "ucronía", se usa comúnmente "historia alterna."

### Clasificación
Hellekson divide las ucronías en tres tipos:
1. La historia de nexo, que incluye viajes en el tiempo y batallas; la más cercana a la ciencia ficción clásica. Esta ocurre al momento de la ruptura, o el punto Jonbar.
2. La verdadera historia alterna, que puede incluir postulados de diferentes leyes de la física. Esta ocurre después de punto Jonbar, a veces tras mucho tiempo.
3. La historia de los mundos paralelos. En esta no hay una ruptura, sino que el punto Jonbar es donde divergen distintas realidades, indicando que todos los sucesos que podrían haber ocurrido, ocurrieron.[6]

### Características
Según Gallagher, las ucronías deben cumplir con las siguientes características:
1. Tener un substrato estable de hechos incontrovertibles, pero los contrahechos o hechos alternos descritos en la narrativa deben exceder estos hechos.
2. Tender a privilegiar el rol de los individuos en la historia, pero también disociar a los individuos al fraccionarlos en múltiples versiones de sí mismos.
3. Estar orientadas a la acción futura, pero repetidamente pasar por un menú de opciones simultáneas.
4. En niveles de trama, personajes, y temporalidad, tener aspectos posmodernos: indeterminación, multiplicidad, y no-linealidad.[7]

## Historia

### Origen del término
El término fue acuñado por el filósofo francés Charles Renouvier, en el siglo XIX, en su obra de 1857 Uchronie: L'utopie dans l´Histoire, (Ucronía: La utopía en la Historia), donde la define como "“lo que no tiene tiempo, lo que no está alojado en el tiempo, y, en particular, en el tiempo histórico… suponiendo la posibilidad de un cambio radical de la historia por la más ligera desviación de su curso.” Renouvier pretendía, por medio de un mythos, imaginar el desarrollo de la civilización occidental si el cristianismo y el despotismo militar no hubiesen triunfado en el Imperio romano del siglo III. Por ende, es una palabra elaborada por similitud a la utopía de Tomás Moro y está compuesta del griego «ou» («no») y «cronos» («tiempo»), por lo que su significado etimológico sería «tiempo que no existe» o «tiempo que no existió».

### Evolución del género
Aunque hay discrepancias sobre el inicio del género, algunos consideran que la primera ucronía fue escrita por Tito Livio en uno de sus capítulos de la Historia de Roma desde su fundación, en la que supone las consecuencias de una hipotética guerra entre el imperio de Alejandro Magno y Roma en el siglo IV a. C.. Otros van más atrás y apuntan a los pasajes conjeturales en las historias de Heródoto, o Tucídides cuestionándose si los persas hubieran derrotado a los griegos. Se puede considerar ucronía la novela Tirant lo Blanch, de Joanot Martorell, publicada en 1490, donde el autor imagina una derrota de los otomanos a manos cristianas que impediría la conquista islámica de Constantinopla y con ello el final del Imperio Bizantino. Pierre Versins llamó "la primera ucronía" a un capítulo llamado "D'une nouvelle Seance Royale" en Utopia Ma Republique de Delisle de Sales, de 1791. En 1824 se había publicado en Curiosidades de la Literatura, por Isaac D'Israeli, el capítulo "De la historia de los eventos que no sucedieron." Sin embargo, el género no resurgió hasta 1836 con la publicación de Napoléon et la conquête du monde, 1812-1821 por Luis Napoleón Geoffroy-Château. En 1845, Nathanael Hawthorne publicó La correspondencia de P. Otras novelas posteriores son Hands Off de Edward Everett Hale, en 1881, y "It May Happen Yet: A Tale of Bonaparte's Invasion of England", de Edmund Lawrence, publicada en 1899.
Mientras que los escritores ucrónicos del siglo XIX, en su mayoría franceses, tendían a escribir sobre cómo podrían haber ganado las guerras que perdieron, los escritores del siglo XX, en su mayoría británicos y estadounidenses, han estado intensamente interesados en cómo podrían haber perdido las guerras que ganaron, especialmente la Segunda Guerra Mundial. El contexto post Segunda Guerra Mundial fortaleció y extendió la noción de que la historia debería ser sujeto de las consideraciones de la justicia. Desarrollos en la teoría legal fueron una causa mayor del aumento en el surgimiento de las narrativas ucrónicas. Previo a 1960, se podían identificar quizá veinte novelas de ucronía en la extensión de la literatura occidental, pero desde 1960 hasta 2010 se han publicado casi trescientas tan sólo en inglés, la mitad de estas apareciendo desde 1990.

## Temas comunes y frecuentes
Incontables relatos ucrónicos han aparecido en años recientes en un amplio rango de temas: los nazis ganando la Segunda Guerra Mundial, la Revolución Americana fallando, Jesús no siendo crucificado, la Confederación ganando la guerra de Secesión estadounidense, la bomba atómica no siendo lanzada en Japón, Hitler escapando y escondiéndose tras la guerra, Porfirio Díaz estando en el poder y la Revolución Mexicana totalmente reprimida, etcétera.

### Segunda Guerra Mundial
Los Aliados perdiendo la Segunda Guerra Mundial es aún el tema más popular para las ucronías. Por las primeras tres décadas de la posguerra, la mayoría de las narrativas ucrónicas mostraban una victoria nazi en términos moralistas, «trayendo un infierno a la tierra». Desde los setenta, sin embargo, las narrativas han disminuido su nivel de horror y se caracterizan ahora como un escenario mucho más normalizado y tolerable.
Un ejemplo típico es el que hace Philip K. Dick en una de las más famosas ucronías, El hombre en el castillo. Otros autores también han especulado en este mismo sentido, como Doble destino, novela corta de Cyril M. Kornbluth, El cuerno de caza de John W. Well ("Sarban"), o la antología de relatos Hitler victorioso (de, entre otros autores, Gregory Benford). Otra vuelta de tuerca la da Norman Spinrad en El sueño de hierro, donde dibuja un Hitler emigrado a Estados Unidos y convertido en escritor de ciencia ficción de segunda.
En el mismo mundo alternativo se sitúa la novela Patria de Robert Harris, adaptada con varias licencias al cine. Escrita como un relato policial comienza en 1964, con el hallazgo del cadáver de un jerarca nazi en el lago Havel. En el contexto aparece una imagen de la Unión Europea manejada por el Reich alemán, guerrillas soviéticas en los Urales (apoyadas por los Estados Unidos), y las políticas de «distensión» imaginadas como un calco de las conversaciones entre la URSS y los EE. UU. durante la guerra fría.
Por su parte, Harry Turtledove toca el tema de un victorioso Tercer Reich en su novela En presencia de mis enemigos. En épocas contemporáneas, tras la victoria del Eje en la Segunda Guerra Mundial, Alemania gobierna sobre países subyugados y aliados títeres, la mayor parte de Occidente, e incluyendo EE. UU. El Imperio Italiano (que controla gran parte de África) y el Imperio Japonés (que domina Asia) tienen su grado de poder, pero secundario comparado con el alemán. Los alemanes han realizado un genocidio de negros, árabes y eslavos (especialmente rusos), sometiendo a los sobrevivientes a la esclavitud y han presionado a los italianos a hacer lo mismo en sus tierras (indios e iraníes son considerados arios y tienen buen estatus social). Los rusos, empujados hacia los Urales, mantienen una guerra de guerrillas contra los colonos alemanes, y los gitanos y judíos están prácticamente extintos, salvo por unos cuantos judíos que mantienen su existencia en absoluto secreto haciéndose pasar por gentiles y revelándoles la verdad a sus hijos a la edad de diez años cuando son suficientemente maduros para entenderlo.
Otras ucronías de dicha guerra en las cuales los nazis no ganan precisamente incluyen a la película Inglourious Basterds de Quentin Tarantino, en donde la Segunda Guerra Mundial termina con la muerte de Hitler en 1944 en un cine a causa de un comando especial infiltrado en la Francia ocupada por los alemanes y otra siendo una novela dividida en dos partes llamada Decisive Darkness de Paul Hynes que trata sobre si en 1945 Japón hubiera sido invadido por Estados Unidos al final de la Segunda Guerra Mundial en la Operación Downfall.
El escritor español Harkaitz Cano también desarrolla una ucronía en su novela el El filo de la hierba, en la que Adolf Hitler vence a las fuerzas aliadas en Europa y se dirige a conquistar los Estados Unidos, al tiempo que secuestra a Charles Chaplin por haberle ridiculizado en El gran dictador.
Otros ejemplos son "Si Hitler hubiera ganado la Segunda Guerra Mundial”, ensayo de 1961 de William L. Shirer; "The City on The Edge of Forever", episodio de 1967 de la serie de televisión Star Trek; Luna de Hielo (1982), de Brad Linaweaver; La paz del Reich (1986), de Sheila Finch; 1945 (1995), de Newt Gingrich y William Forstchen; Clash of Eagles (1990), de Leo Rutman, El último Reich (2001), de Arthur Rhodes; SS-GB (1978), de Len Deighton, y The Plot Against America (2004), de Philip Roth.

### Ucronías y viajes en el tiempo
Otras veces las ucronías se mezclan con viajes en el tiempo. Poul Anderson ha escrito varios relatos en este sentido, agrupados luego bajo el título de Guardianes del tiempo o La patrulla del tiempo. Harry Turtledove es un autor prolífico en este tipo de historias, teniendo en su haber títulos como Guns of the South y Gunpowder Empire.
Otras obras ucrónicas de Turtledove incluyen la novela The Two Georges, donde Napoleón detuvo a los revolucionarios antes de la toma de la Bastilla evitando la Revolución francesa y, por ende, la independencia de los países hispanoamericanos y la Revolución rusa, entre otras. El mundo casi no conoce la democracia, el Imperio británico gobierna sobre Norteamérica (cuyo gobernador general es Martin Luther King), Australia, Sudáfrica, India y tiene al sultán del Imperio otomano y al emperador de China como títeres de Londres. La Sagrada Alianza (unión de Francia y España) gobierna sobre gran parte de África y toda Latinoamérica y mantiene vigente la Inquisición, y el Imperio ruso son las otras dos potencias. Italia y Alemania nunca se unificaron, no hubo guerras mundiales (y por ende la tecnología está muy retrasada), ni holocausto ni campañas antisemitas rusas (pues el Zar no tuvo necesidad de fomentar el antisemitismo al no haber revolucionarios rusos), por lo que Israel no existe y Palestina es una dormida provincia otomana.
La serie Worldwar & Colonization trata sobre una invasión extraterrestre de reptiloides desde la Segunda Guerra Mundial. La serie Darkness trata sobre la Segunda Guerra Mundial pero librada con poderes mágicos y brujería. Algo similar a la trama de War Between the Provinces, que trata de la Guerra de Secesión usando magia. La antología de cuentos A Different Flesh trata sobre un mundo paralelo, donde los humanos nunca emigraron a América por el estrecho de Bering, por lo que el Homo erectus nunca se extinguió y son esclavizados y maltratados de forma similar a como lo fueron los indígenas americanos.
Una de las más recientes novelas del escritor Stephen King, 11/22/63, relata el viaje en el tiempo de un profesor de inglés que en 2011 encuentra un túnel que lo lleva a 1958 y desde allí planea cómo evitar el asesinato de John F. Kennedy.

### Guerra civil estadounidense
Otro tema recurrente en las ucronías es la guerra de Secesión, debido al gran número de autores procedentes de dicho país. Harry Turtledove también aporta a este tema, como en el caso de las novelas agrupadas en la llamada «línea temporal 191», que arranca en septiembre de 1862, cuando un soldado confederado no pierde el papel donde Robert E. Lee escribió su plan de ataque en la batalla de Antietam, desembocando así en la victoria de la Confederación y la división de EE. UU. en pleno siglo XX. Turtledove es considerado un genio de la ucronía, debido a la gran cantidad de obras sobre este tema, de las que solo dos han sido traducidas al castellano, Britania conquistada, donde narra la victoria de la Armada Invencible sobre Inglaterra, y que cuenta con Lope de Vega y William Shakespeare como protagonistas, y En presencia de mis enemigos, que retrata a un III Reich victorioso en tiempos modernos. Otro caso de novelas referentes a este conflicto es Lo que el tiempo se llevó, de Ward Moore: los confederados del Sur vencen en la guerra de Secesión, y For Want of a Nail: If Burgoyne Had Won at Saratoga de Robert Sobel.

### Otros
Existen ucronías de éxito sobre multitud de temas históricos:
- la serie de cuentos cortos Back in The USSA, de Eugene Byrne y Kim Newman, explora qué pasaría si el primer levantamiento comunista en 1917 se daba en Estados Unidos renombrado como los Estados Socialistas Unidos de América (USSA por sus siglas en inglés) con Al Capone siendo el líder del partido comunista y del país; y no sería sino hasta después de la Segunda Guerra Mundial que se daría un Guerra Fría invertida, con Rusia como un superestado democrático al estilo del Reino Unido actual y una China capitalista frente a unos Estados Unidos comunista.
- Double and Cross, una saga de cuatro libros escrita por Maroulie Blackman que explora que hubiera pasado si África hubiera colonizado Europa, invirtiendo los roles de ambos continentes y con racismo invertido.
- Pavana de Keith Roberts: la victoria de la Armada Invencible sobre Inglaterra impone el predominio de la Iglesia católica sobre todo el mundo.
- Antihielo de Stephen Baxter: en la época victoriana se descubre una sustancia que proporciona una inagotable fuente de energía: el antihielo.
- Tiempos de arroz y sal de Kim Stanley Robinson: la Peste Negra acaba con la Europa cristiana, y el mundo que queda se lo disputan musulmanes, chinos e iroqueses.
- En la serie de álbumes La danza del tiempo, Igor Baranko plantea la situación en la cual los indígenas americanos descubren Europa. El mismo tema es planteado por Edgardo Civallero en la trilogía Crónicas de la Serpiente Emplumada y por Federico Andahazi en El conquistador.
- El cuento La trama celeste, del escritor argentino Adolfo Bioy Casares desarrolla una historia de suspenso e investigación, cuya solución es la revelación de que el protagonista ha atravesado inadvertidamente varios universos paralelos, y terminó en uno donde Cartago venció a Roma.
- La trilogía de novelas The Neanderthal Parallax, del escritor y psicólogo Robert J. Sawyer, trata sobre un mundo donde los neandertales se convirtieron en la especie de homínidos dominante extinguiendo a los Homo sapiens (al contrario de nuestro mundo). En esta trilogía la ucronía tiene lugar en un universo paralelo que entra en contacto con el nuestro.
- Vladimir Nabokov, famoso autor de Lolita, en su más larga novela, Ada o el ardor (1969), relata una historia de un romance incestuoso entre hermanos en un mundo paralelo del siglo XX, donde EE. UU. fue conquistado por la Rusia zarista y donde la electricidad está prohibida.
- En la novela Synco, del escritor chileno Jorge Baradit, se relata la creación del primer Estado cibernético de la historia, basándose en que Augusto Pinochet impidió el golpe de Estado contra Salvador Allende.
- En la novela cubana Endemoniados de Yaguaramas, de Víctor Hugo Pérez Gallo, sitúa un universo paralelo en el año 2010 donde Ignacio Agramonte vence la Guerra de los 10 años y Cuba se independiza en 1875, convirtiéndose en una potencia global militarista dominada por una dictadura derechista.
- La novela La guerra de las Amazonias, del autor E. Sebastian, narra un mundo donde las naciones tienen guerras por los recursos de agua potable. En la novela se desarrolla una guerra por la cuenca del Amazonas. Una coalición entre Estados Unidos, Canadá y Puerto Rico invade Sudamérica para controlar el río Amazonas, la fuente de agua potable más importante de América. Se da a entender que guerras similares ocurren en otras partes del mundo. Se desarrolla al final del siglo XX alternativo.
- En la novela ilustrada Watchmen, de Alan Moore y Dave Gibbons, se plantea un año 1985 alternativo en el que existen los justicieros enmascarados al estilo de Batman desde los años treinta en unos Estados Unidos donde sigue gobernando el presidente Richard Nixon gracias a haber ganado la guerra de Vietnam con la ayuda del Doctor Manhattan, el único justiciero enmascarado con superpoderes y donde los justicieros han sido ilegalizados a excepción del mencionado Doctor Manhattan y de El Comediante.
- En la novela El Cuarto Disparo de Javier Lacomba Tamarit, nos encontramos en un eje cronológico en el que el presidente John Fitzgerald Kennedy ha sobrevivido a su atentado en Dallas, muriendo su esposa Jacqueline en su lugar; ese hecho cambia la política de Estados Unidos respecto a Vietnam, provocando consecuencias imprevisibles.
- La novela Máquinas como yo de Ian McEwan, se desarrolla en Londres en los años 80s, donde Alan Turing no se suicidó  y el Reino Unido perdió la Guerra de Malvinas.[10]
- La novela La victoria de la Grande Armée escrita por el ex Presidente de Francia Valéry Giscard d'Estaing y que se basa en el triunfo de las tropas de Napoleón sobre el Imperio Ruso.
- La novela Los Diablos, escrita por Joe Abercrombie, presenta una Europa medieval en la que hay todo tipo de elementos sobrenaturales (magia, vampiros, demonios...) pero en la que han ocurrido sucesos diferentes a la historia del mundo real como la victoria de los troyanos sobre los griegos, la victoria de Cartago sobre Roma, la existencia de una Papisa o la existencia de Jesús pero habiendo tenido lugar su tormento en una rueda en vez de en una cruz.

## Observaciones conceptuales
En una ucronía debe realizarse una construcción lógica de una historia hipotética que se atenga a una realidad verosímil a partir de hechos históricos conocidos. La ucronía comienza, pues, en la escisión de la historia real y una posible, lo que constituiría el hilo del relato.
Es indudable de igual manera el trasfondo filosófico que puede ser encapsulado en una ucronía. Puesto en las propias palabras de Renouvier, alguien que se aproxima a un relato ucrónico se encuentra «ante la aparición de una historia imaginaria, destinada a sentar como una verdad filosófica, superior a la misma historia». No es inusual que se puedan intuir en un relato ucrónico trasfondos ideológicos y morales. Cuando se considera el punto de divergencia que se utiliza usualmente en las ucronías, llama la atención la regularidad con la que se elige basarse en un conflicto bélico, debido a la significancia histórica e ideológica que estos tienen. En estas situaciones (por ejemplo, la derrota de los aliados en la Segunda Guerra Mundial) el escenario suele plantearse como uno distópico.
Este fenómeno abarca dos cuestiones interesantes. El primero es la razón de que se escojan en su mayoría conflictos bélicos para escribir ucronías. Bajo la falta de ucronías que se traten sobre cambios en los sucesos filosóficos, matemáticos y científicos de la historia se puede ver una clara tendencia a la elección de conflictos bélicos, esto se debe a la dificultad que representa elaborar una ucronía con un corte filosófico en lugar de una de corte social. Según Murcia Carbonelli, «calcular su alcance parece una tarea más contingente, desproporcionada y requiere unos conocimientos interdisciplinares mucho más profundos que obviedades históricas. Por otro lado, son menos mediáticas, me temo».
La otra cuestión son los resultados que generalmente se pueden ver en los escenarios planteados en las ucronías basadas en conflictos bélicos o en viajes en el tiempo. Por lo general, en escenarios donde se postula la victoria del bando perdedor se describe este mundo como uno de dictaduras, de opresión o de culturas fallidas sumidas en la guerra, cuando bien habría podido ser planteado como un mundo próspero, convertido para mejor o, por lo menos, con aspectos positivos. Esto, sin embargo, no es una coincidencia. Por medio de estos escenarios, el autor da su punto de vista sobre una historia válida y una historia que nunca debió haber sido, esta será la que es representada en estas ucronías. Renouvier nos explica que «el autor compone una ucronía, utopía de los tiempos pasados. Escribe la historia no tal como fue, sino tal como podría haber sido; nada nos dice, en cambio, acerca de sus voluntarios errores, ni de su propósito». Mediante esta ambigüedad, mientras que el autor deja a la percepción del lector las conclusiones para sacar de este mundo hipotético, también deja entrever al mismo tiempo su propia perspectiva.

## Ucronías en España
En el caso español, existen varias ucronías en las que se imagina que el bando republicano hubiera ganado la guerra civil: En el día de hoy, de Jesús Torbado; Los rojos ganaron la guerra, de Fernando Vizcaíno Casas y El Desfile de la Victoria, de Fernando Díaz-Plaja. También deberíamos citar 1936-1976. Historia de la II República Española, de Víctor Alba, aunque en esta no llega a haber guerra civil. La Sexta hizo un documental con este mismo tema, llamado Viva la República y presentado por Mamen Mendizábal.
Este episodio histórico, dominador de la ucronía española desde el primer auge de la misma en los años 60 y 70, está dejando paso actualmente a otros escenarios menos explorados. De este tipo es Danza de tinieblas, de Eduardo Vaquerizo, en la que se describe un siglo XX alternativo producto de la muerte prematura de Felipe II y su sucesión como rey de España por parte de Don Juan de Austria. Tampoco hay que olvidar al precursor de la ucronía española, Cuatro siglos de buen gobierno, escrito en 1885 por Nilo María Fabra, donde se relata la supervivencia del Imperio español en toda su extensión a finales del siglo XIX, bajo la dirección de una dinastía iniciada por el infante Miguel de la Paz, hijo de Isabel de Aragón. Otra obra es Alejandro Magno contra las águilas de Roma, de Javier Negrete, que es parecida a Ab Urbe condita libri, de Tito Livio. Una ucronía reciente es el corto titulado Hendaya: cuando Adolfo encontró a Paco, de José Macías y Carla Guimarâes, donde se trata el encuentro de Hitler y Franco; después se convirtió en una comedia teatral musical.

## Ucronías en Argentina
En Argentina, una de las ucronías más importantes fue escrita por Adolfo Bioy Casares. El relato se llama La trama celeste y cuenta la historia de un aviador que visita temporalmente un mundo en el cual, entre otras cosas, Cartago no fue destruida. Dalmiro Sáenz escribió dos novelas sobre la historia inmediata a la recuperación de la democracia en 1983, una vez finalizada la dictadura militar (conocido como Proceso de Reorganización Nacional): El día que mataron a Alfonsín (con Sergio Joselovsky) en 1985 y El día que mataron a Cafiero en 1987, cuyos títulos representaban el enorme temor de la sociedad democrática a un golpe de Estado y el posible retorno de una dictadura militar.
En el año 2008 se publicó el libro Ucronías argentinas, de los periodistas de la revista Barcelona Javier Aguirre, Fernando Sánchez y Eduardo Bianco. En el mismo se relatan diez historias contrafácticas, como la anulación del gol de Diego Maradona a la selección de Inglaterra en el Mundial de 1986, la derrota del General Roca en manos de las tribus patagónicas en la Campaña al Desierto y la elección de Jorge Bergoglio como Papa bajo el nombre de Chanta I.
También en ese año, el analista político e historiador Rosendo Fraga, escribe su primer tomo de Qué hubiera pasado si...? Historia argentina contrafáctica, en la que narra hechos alternativos tales como: la no existencia del Virreinato del Río de la Plata, el triunfo de las invasiones inglesas, José de San Martín obedeciendo al Directorio, a José María Paz no le bolean en El Tío, el triunfo de Juan Manuel de Rosas en Caseros y el de Paraguay en la guerra de la Triple Alianza, Adolfo Alsina sobreviviendo a su enfermedad y siendo electo presidente en 1880, el triunfo de la Revolución del Parque en 1890, pasando por varios intentos fallidos de los golpes de Estado ocurridos en la Argentina, una guerra civil en 1955 hasta la no existencia de la Guerra de Malvinas. En 2016, escribió su segundo tomo de Qué hubiera pasado si...? 2 Historia argentina contrafáctica, que va desde el éxito del plan del conde de Aranda, Pedro Pablo Abarca de Bolea y la consumación del plan del Inca, Gregorio Aráoz de Lamadrid evitando el fusilamiento de Manuel Dorrego por Juan Lavalle, otra vez el Paraguay victorioso de la guerra de la Triple Alianza, la muerte del coronel Francisco Borges en Curupayty, la victoria de Calfucurá en el Batalla de San Carlos de Bolívar, una guerra con Chile en 1901, Lisandro de la Torre presidente en 1916, Agustín Pedro Justo viviendo dos años más y una guerra con Chile en 1978, hasta la victoria de Ricardo López Murphy en las elecciones presidenciales de Argentina de 2003 y la de Daniel Scioli en las elecciones presidenciales de Argentina de 2015.

## Ucronías en Chile

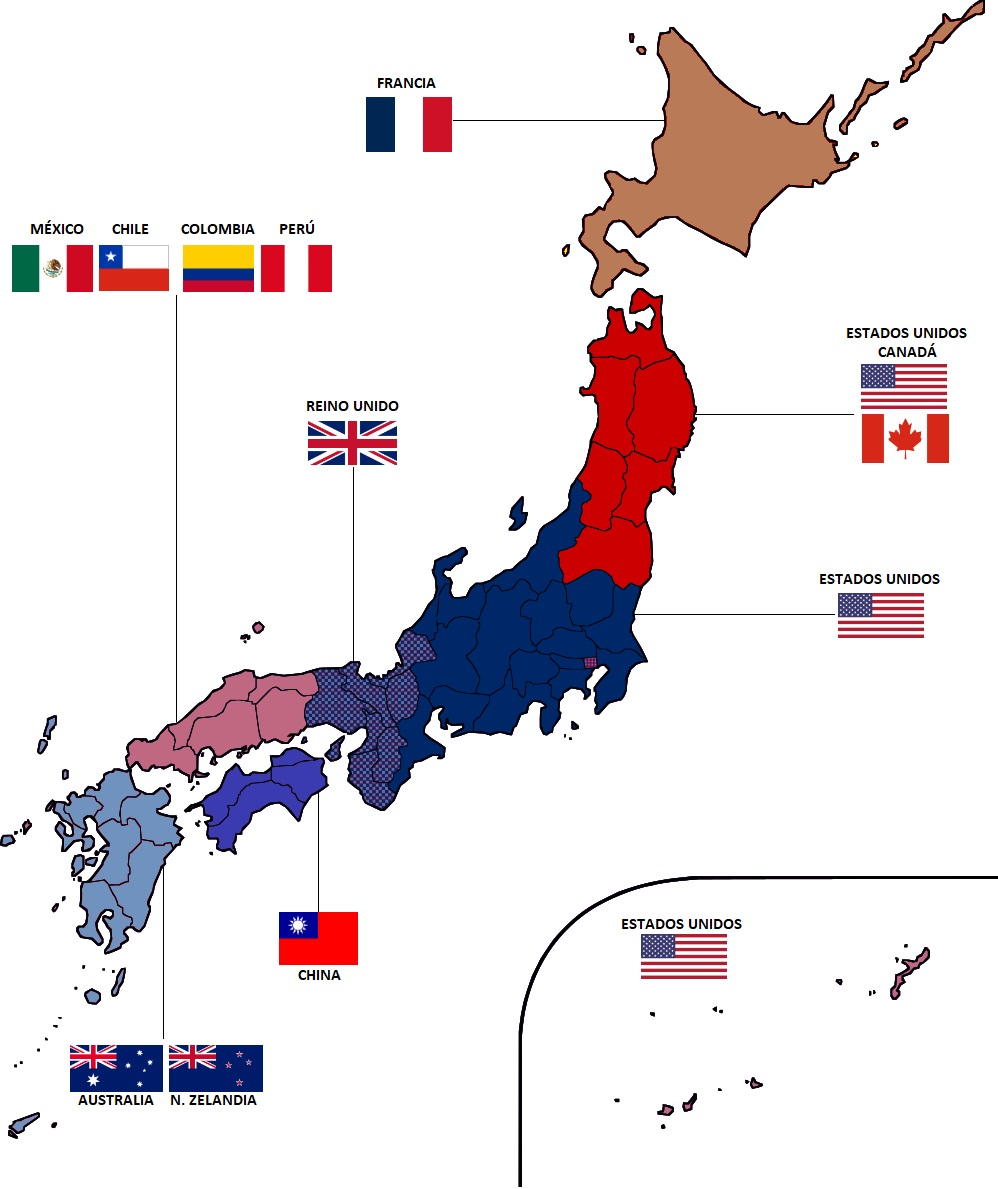
Mapa de la Ocupación de Japón por los Aliados, según la ucronía Sol sobre Rapa Nui de Álvaro Delgado Martínez (2022, Trayecto Ediciones)

En Chile, la novela ucrónica más difundida es Synco (2008, Ediciones B) de Jorge Baradit, que relata cómo hubiese sido Chile sin el golpe de Estado de 1973. El autor imagina un Chile cibernético donde Augusto Pinochet colabora con el presidente Salvador Allende y aborta el golpe militar, dándole la oportunidad de estrenar el proyecto cibersyn o Synco, conocida ahora como la Internet de Allende. El resultado, aparentemente, es un esquema socialista modelo en cuanto a producción y reivindicación cultural; sin embargo, su funcionamiento esconde una secreta esclavización que mantiene el país funcionando bajo una cortina peligrosa de dilucidar, donde Carlos Altamirano ha sido reducido a operar en las sombras y Ricardo Lagos Escobar es subsecretario de tecnología. A diez años de su publicación, en 2018, se reedita en Plaza & Janés. 
Asimismo, Francisco Ortega ha publicado ucronías con sus novelas gráficas 1899, donde reinventa la guerra del Pacífico con barcos voladores y robots impulsados a vapor; y 1959, donde los protagonistas, los doctores Salvador Allende y Ernesto Guevara, viajan a la Antártica a buscar una antigua arma secreta con el poder de frenar la expansión del imperio ruso. El periodista y escritor Alberto Rojas en 2011 publicó otra versión de la guerra de 1879 en la novela La Sombra de fuego (Ediciones B), en el que el Teniente Bello -el mítico aviador perdido misteriosamente a principios del siglo XX- viaja en el tiempo al cruzar una especie de triángulo de las Bermudas y termina en el siglo XIX, donde ayuda al gobierno chileno a ganar la guerra con su aeroplano.
La Segunda Guerra Mundial igualmente ha sido abordada como tema en algunas ucronías en Chile. Carlos Basso publicó República Nazi de Chile (2019, Suma de Letras) en la cual plantea qué habría pasado si los nazis hubieran ganado la II Guerra Mundial. El autor imagina a Chile en 1960 por los nazis, en donde un exagente del servicio secreto del Ejército queda atrapado en medio de una serie de muertes enigmáticas, que revelan un complot destinado a asesinar a Hitler. Diversos personajes son parte de esta novela, siendo algunos de ellos reales como Paul Schäfer, Augusto Pinochet o Manuel Contreras. El autor ha dicho en diversas entrevistas que la idea de la obra nace de un mapa encontrado por militares británicos en 1941, dónde se señalaba que en cinco países de América del Sur serían vasallos del régimen nazi. De igual forma, el escritor Álvaro Delgado publicó Sol sobre Rapa Nui (2022, Trayecto Ediciones) novela que se basa en una invasión japonesa a Rapa Nui o Isla de Pascua, con posterioridad al ataque a Pearl Harbor, con el fin de establecer ahí una base que permitiese atacar la costa americana y privar a los Estados Unidos de las materias primas necesarias para el esfuerzo bélico. Aquello provocará la entrada de diversos países latinoamericanos a la contienda.   
Atentado final (2019, Ediciones de la Cópula Verbal) es una novela escrita por Fernando Sáez donde el atentado de 1986 perpetrado por el FPMR tiene éxito y Pinochet es asesinado. La trama muestra cómo el poder es disputado por sus más bestiales seguidores dentro del Ejército y de los aparatos de inteligencia, construyendo un círculo de hierro que deja fuera a la familia, a los empresarios y a los colaboradores civiles del asesinado dictador, quien termina embalsado y venerado como un héroe.
Recientemente, el periodista Rubén Dittus publicó El mural de los cerdos (2019, Amazon), novela ucrónica cuyos hechos principales transcurren el año 1974 en Santiago de Chile, luego de doce meses del golpe de Estado que derrocó a Salvador Allende. En la trama se muestra que, motivado por la venganza y el desamor, un pintor, su asistente francés y otros colaboradores diseñan un plan para asesinar a un poderoso agente de la policía secreta de Augusto Pinochet, y con él, crece con fuerza la opción de un atentado contra el dictador. Los rebeldes usarán para ello un mural pintado al óleo de grandes dimensiones ubicado en una casona patrimonial del barrio Lastarria. El resultado de dichas acciones son conocidas cuatro décadas más tarde, en 2015, año en el que comienza la trama de la novela.
Otra obra publicada en relación con el género es la novela del abogado y licenciado en historia Álvaro Delgado Martínez Frente a la Derrota (2019, Trayecto Ediciones). Dicha ucronía se basa en el desconocimiento que hace Augusto Pinochet de su propia derrota en el Plebiscito nacional de Chile de 1988. La obra, que transcurre en los primeros años de la década de los noventa no solamente se circunscribe a abordar el contexto político de una dictadura de Pinochet que se hubiese extendido y una Transición a la democracia  en Chile, que se hubiese dado de una manera muy diferente a como se dio, sino que también aborda otros acontecimientos de la época, como la campaña de Colo Colo en la Copa Libertadores 1991, la Copa América 1991 e incluso muestra al general Alfonso Armada como Presidente del Gobierno de España, explicando que esto se habría dado luego del éxito del Golpe de Estado en España de 1981 comandado por el coronel Antonio Tejero.
Una de las últimas obras al respecto es la novela Patriotas. En dicha obra, el periodista y dramaturgo César Farah imagina un escenario en que Augusto Pinochet gana el Plebiscito nacional de Chile de 1988.